# Adalberto Palacios
Adalberto Palacios (1866-1927) fue un militar mexicano que participó en la Revolución mexicana. 
Nació en Veracruz, Veracruz. Realizó sus estudios en Jalapa. En 1913, tras el asesinato de Francisco I. Madero, se incorporó a las fuerzas de la División de Oriente, donde alcanzó el grado de general. En 1916 sustituyó por poco tiempo al gobernador provisional del estado de Veracruz, el teniente coronel Miguel Aguilar. En 1920 militó bajo las órdenes del general Guadalupe Sánchez, secundando el movimiento aguaprietista. Participó en la Batalla de Algibes. 
Durante la presidencia de Álvaro Obregón fue designado jefe de operaciones militares de Veracruz. En 1927 secundó la rebelión encabezada por el general Arnulfo R. Gómez, por lo que fue aprehendido y fusilado. 